# Rivarolo Canavese
Rivarolo Canavese (piemontiul: Rivareul) település Olaszországban, Lombardia régióban, Torino megyében. Lakosainak száma 12 294 fő (2023. január 1.). Rivarolo Canavese Castellamonte, Ciconio, Favria, Feletto, Lombardore, Lusigliè, Ozegna, Rivarossa, Salassa, Bosconero és Oglianico községekkel határos.

## Népesség
A település népességének változása:
| Lakosok száma | 12 603 | 12 539 | 12 294 |
|               | 2017   | 2018   | 2023   |